# 岡田孤鹿
岡田 孤鹿（おかだ ころく、1834年8月24日（天保5年7月20日）- 1906年（明治39年）5月3日）は、日本の幕末から明治期の武士（柳河藩士）、政治家。衆議院議員。旧姓・橋爪、幼名・亀治、旧名・作蔵、種井。

## 経歴
筑後国山門郡柳川城下奥州小路（現柳川市奥州町）で、柳河藩士・橋爪新五郎の二男として生まれ、19歳で同藩士・岡田黙鴎の長女キヨと結婚し岡田家の養子となり、名を作蔵と改めた。藩では、御広間詰、聞次役（江戸藩邸）、普請役、三ノ丸蔵役、物成役、大坂蔵屋敷在勤、京都留守居役兼元締役、小荷駄奉行補助兼公用人元締役などを歴任。明治2年（1869年）藩から公議人に選出され東京の公議所での審議に加わる。同年9月に帰郷し柳川県刑法局執事に就任。その後明治政府に出仕し大蔵省七等出仕となり種井と改名。さらに盛岡県大参事に転じたが、明治5年1月8日（1872年2月16日）盛岡県が岩手県に改称されたことに伴い帰郷した。
帰郷後当初は三潴県への出仕を断っていたが、1874年5月、十等出仕、中属に就任し孤鹿と改名した。租税課に配属され、同年末、地租改正係に転じ地租改正を担当。その実績が評価され、1876年2月、地租改正が難航していた愛知県の尾張国地租改正総理に転じた。その後、同県丹羽・葉栗郡長となり、1879年8月に辞職して帰郷。
帰郷後、自由民権運動に加わる。1880年、福岡県会議員に選出され、1887年、同議長に就任。地域の振興に尽力し、八木山開墾、治水対策、道路整備、九州鉄道路線選定などを推進した。1888年、民権派の福岡日日新聞社長に就任。1890年7月、第1回衆議院議員総選挙に福岡県第6区から出馬して当選し、弥生倶楽部に所属。 1892年2月の第2回総選挙では当局の選挙干渉や国権派の妨害を受けて苦戦したが、福岡県内唯一の自由民権派の議席を守った。
その後、第3回総選挙には出馬せず政界を離れ、1893年に4月に視察した北海道勇払郡厚真村に、1894年3月に移住し岡田農場を拓いた。1906年5月、厚真村老軽舞で死去した。